# فيكي هرنانديز
فيكي هرنانديز (بالإسبانية: Vicky Hernández)‏ هي ممثلة كولومبية، ولدت في 14 أكتوبر 1945 بكالي في كولومبيا.

## وصلات خارجية
- فيكي هرنانديز على موقع IMDb (الإنجليزية)
- فيكي هرنانديز على موقع قاعدة بيانات الفيلم (الإنجليزية)